# Monomorium scabriceps
Monomorium scabriceps är en myrart som först beskrevs av Mayr 1879.  Monomorium scabriceps ingår i släktet Monomorium och familjen myror.

## Underarter
Arten delas in i följande underarter:
- M. s. crinicipitoscabriceps
- M. s. scabriceps